# William Crawford
William Crawford (2. september 1722 – 11. junij 1782) je bil ameriški vojaški častnik in geodet, ki je delal kot zemljiški agent in geodet ob boku Georgea Washingtona, ko je bil Washington najstnik. Crawford se je boril v francosko-indijanski vojni, vojni lorda Dunmora in ameriški osamosvojitveni vojni, kjer je dosegel čin polkovnika. Leta 1782 je bila njegova enota poražena in čeprav sta on in njegov kirurg pobegnila za manj kot en dan, so Crawforda sčasoma ujeli, mučili in sežgali na grmadi Crawfordov (nekdanji vojak, ki je postal britanski agent, Simon Girty in poglavar Captain Pipe, poglavar plemena Delaware).
Obstajajo tudi nasprotna pričevanja, verjetno bolj verodostojna, da je Simon Girty celo skušal pomagati Crawfordu, vendar je bil sam v nevarnosti, da bo napaden s strani indijanskih zaveznikov, če bi preveč pritiskal. Simon Girty je imel precejšen vpliv na irokeška plemena Seneca (od katerega je bil kot otrok celo posvojen), Cayuga, Wyandot, Mingo, vendar majhen ali celo neobstoječ na pleme Delaware.